# 小行星4398
小行星4398（4398 Chiara）是一颗绕太阳运转的小行星，为主小行星带小行星。该小行星于1984年4月23日发现。

## 轨道参数
小行星4398的轨道半长轴为2.3652707 UA，离心率为0.065。